# Kōtarō Oikawa
Kōtarō Oikawa (及川 広太郎, Oikawa Kōtarō; 1928 – 1991) foi um matemático japonês.
Oikawa obteve um doutorado em 1958 na Universidade da Califórnia em Los Angeles, orientado por Leo Sario, com a tese On the Stability of Boundary Components. Foi professor da Universidade de Tóquio.

## Obras
- com Leo Sario: Capacity Functions, Grundlehren der mathematischen Wissenschaften 149, Springer 1969